# Åge Lundström
John Åge Lundström (Estocolm, 8 de juny de 1890 – Landskrona, 26 de setembre de 1976) va ser un oficial de l'exèrcit i genet suec que va competir a començaments del segle xx.

## Carrera militar
Lundström va néixer a Estocolm i era fill de l'artista Ernst Lundström i la comtessa Mathilda. El 1910 ja era oficial i el 1916 fou nomenat tinent. El 1924 fou nomenat capità de l'Estat Major, el 1925 fou pilot d'aviació i el 1926 es convertí en capità de la Forces Aèries de Suècia. Lundström exercí de professor de guerra aèria en diferents acadèmies militars sueques entre 1926 i 1931. El 1932 fou nomenat major, tinent coronel el 1936, coronel el 1937 i general el 1945. Lundström es retirà de la vida militar el 1947.
Va ser l'ajudant del príncep Gustaf Adolf, duc de Västerbotten a partir de 1929. Lundström va comandar diversos esquadrons d'aviació i fou el cap de personal del comte Folke Bernadotte durant les feines de mediació a Palestina el 1948, alhora que va ser testimoni presencial de l'assassinat de Bernadotte.

## Carrera esportiva
Lundström fou campió de Suècia de floret el 1914. Entre 1919 i 1921 fou ajudant i professor a l'escola d'equitació del Palau de Strömsholm.
El 1920 va prendre part en els Jocs Olímpics d'Anvers, on va guanyar la medalla d'or en el per equips del programa d'hípica, amb el cavall Ysra; i la de plata en el concurs complet individual. En la competició dels salts d'obstacles individual fou catorzè.
Quatre anys més tard, als Jocs de París, va disputar dues proves del programa d'hípica. En la competició de salts d'obstacles per equips guanyà la medalla d'or, mentre en la prova individual fou onzè.